# Nebria crassicornis
Nebria crassicornis är en skalbaggsart som beskrevs av Vandyke. Nebria crassicornis ingår i släktet Nebria och familjen jordlöpare. Inga underarter finns listade i Catalogue of Life.